# Accoville
Accoville es un lugar designado por el censo ubicado en el condado de Logan en el estado estadounidense de Virginia Occidental. En el Censo de 2020 tenía una población de 928 habitantes y una densidad poblacional de 109,01 personas por km².
Accoville también deriva su nombre de Amherst Coal Company (ACCO), así como de algunos lugares circundantes alrededor de Accoville. La economía de Accoville depende en gran medida de las empresas de carbón que realizan una gran cantidad de minería en las montañas circundantes de Accoville.

## Geografía
Accoville se encuentra ubicado en las coordenadas 37°45′56″N 81°49′38″O / 37.76556, -81.82722. Según la Oficina del Censo de los Estados Unidos, Accoville tiene una superficie total de 8.47 km², de la cual 8.46 km² corresponden a tierra firme y (0.21%) 0.02 km² es agua.

## Demografía
Según el censo de 2010, había 574 personas residiendo en Accoville. La densidad de población era de 109,01 hab./km². De los 574 habitantes, Accoville estaba compuesto por el 96.86% blancos, el 1.39% eran afroamericanos, el 0.35% eran amerindios, el 0% eran asiáticos, el 0% eran isleños del Pacífico, el 0.52% eran de otras razas y el 0.87% pertenecían a dos o más razas. Del total de la población el 1.92% eran hispanos o latinos de cualquier raza.